# 아널드 J. 토인비

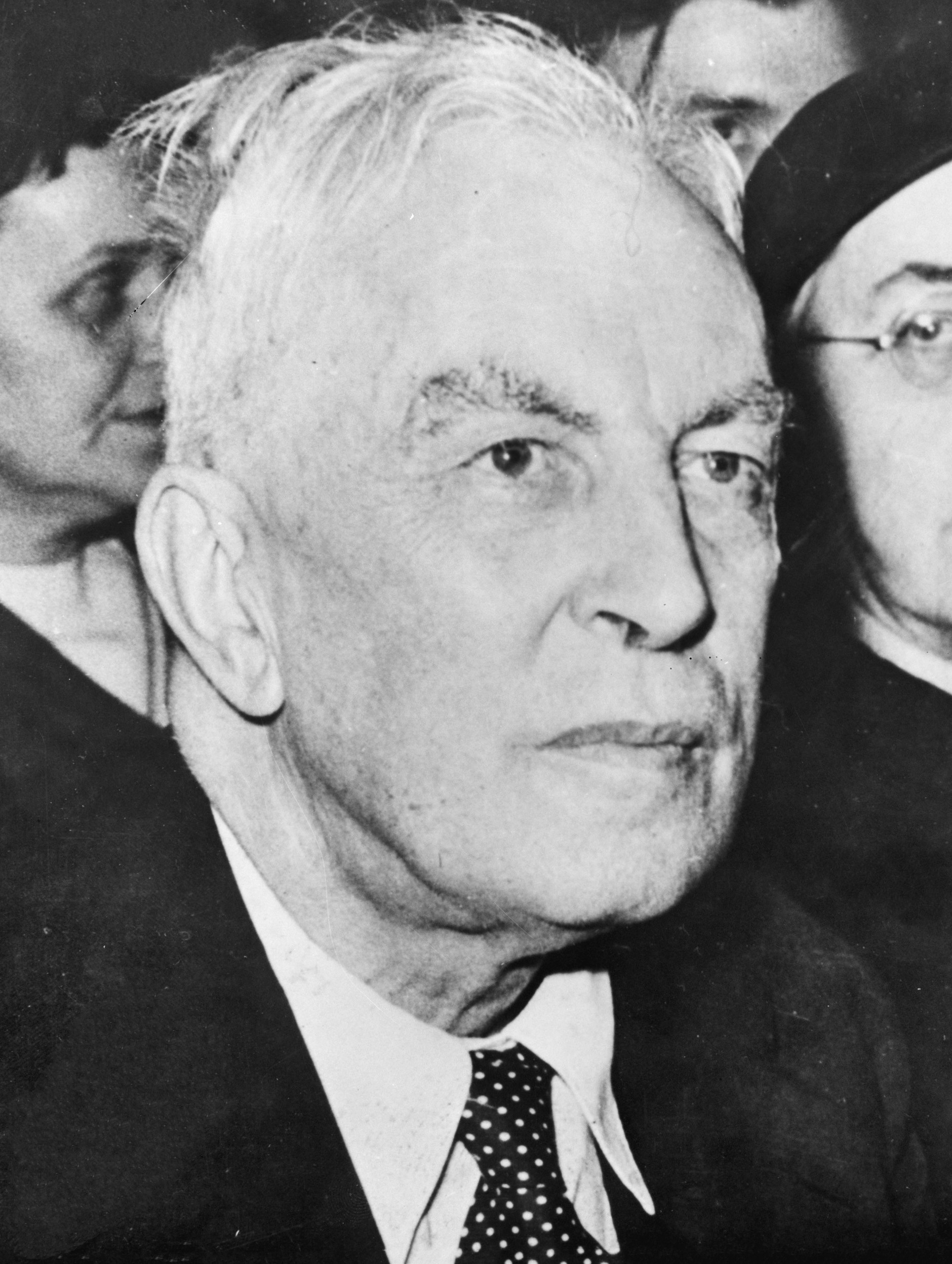

아널드 조지프 토인비(Arnold Joseph Toynbee, CH, 1889년 4월 14일~1975년 10월 22일)는 영국의 역사가이다. 

## 생애
토인비의 백부는 경제학자 아널드 토인비(Arnold Toynbee)이다. 그와 구별하기 위해 이름에 미들네임 'J'가 들어갔다. 윈체스터 칼리지를 거쳐 1911년 옥스퍼드 대학교의 베일리얼 칼리지(Balliol College)를 졸업하였다. 아테네의 고고학원의 연구생으로 그리스에 갔다 온 후, 모교에서 연구원으로 재직하며 그리스, 로마의 고대사 연구와 수업을 맡았다.
1914년, 제1차 세계 대전의 발발로 인하여, '우리들은 역사 속에 있다.'라는 실감에 눈을 뜬다. 1918년 런던 대학교 교수로 임명되었고, 동년 파리 강화 회의 대표 단원으로 활약했다. 문명의 흥망성쇠를 분석한 《역사의 연구》 12권을 저술했다. 특히 이 책에서 많은 문화유형을 고구(考究)하여 세계사를 포괄적으로 다룬 독자적인 문명사관(文明史觀)을 제시하였던 것으로 알려져 있다.
또한 이 책에서 유명한 ‘도전과 응전’의 논리가 집약된 저술로 토인비는 책 서두에서 제1차 세계 대전 이후 서구 문명의 몰락에 대한 불안감이 팽배한 상황에서 과거 그리스, 오스만 제국 등 역사의 전례를 연구하다 문명의 생성, 발전, 쇠퇴의 원리를 깨닫게 됐다며 그 결실로 ‘도전과 응전’이란 개념을 창안하게 됐다고 고백하였다. 문명의 성장과 쇠퇴, 고등 문명과 미개 문명, 부모 문명과 자식 문명, 세계 국가, 문명의 시공간적 접촉, 서구 문명의 전망, 역사의 자유 등 토인비만의 지성적 통찰을 통하여 문명 비평가로도 활약하였다.
1929년에는 태평양문제 조사위원으로 일본에 방문했다.
이후 왕립 국제 문제 연구소 이사, 외무성 조사부 이사등을 역임하며 《그리스 역사사상》, 《평화회의 후의 세계》 등을 집필하였다. 더구나 서유럽 중심의 역사관이 아닌, 이슬람교, 불교에 더하여 특수한 존재로써 일본에까지 주목하여 각 문명국의 발전을 그린 《역사의 연구》(원작 1934년~1961년)을 27년동안 저술하였던 것으로 지금까지 세계인에게 기억되고 있는 이유이다.
한국의 효(孝)사상과 경로사상, 가족 제도 등의 설명을 듣고 당시 86세였던 토인비는 눈물을 흘리면서 “한국의 효 사상에 대한 설명을 듣고 보니 효 사상은 인류를 위해서 가장 필요한 사상”이라며 “한국뿐만 아니라 서양에도 ‘효’ 문화를 전파해 달라”고 부탁하였던 것으로 유명하다.

## 경력
- 왕립 국제 문제 연구소 연구원
- 런던 대학교 사회과학대학 교수
- 킹스 칼리지 런던 현대그리스 비잔틴역사학과 교수

## 저서
- A study of history, 1934~1961.
- Civili-zation on trial, 1948.

## 서훈
- 1956년 컴패니언 오브 아너(Order of the Companions of Honour, CH)

## 같이 보기
- 카를 야스퍼스
- 알베르트 슈바이처
- 헤르베르트 마르쿠제
- 문명 비평